# Francisco Mina
Francisco Javier Mina Mariñelarena, deportivamente conocido como Mina (Pamplona, Navarra, España, 24 de noviembre de 1954) es un exfutbolista español. Jugaba como defensa y disputó casi toda su carrera en el Club Atlético Osasuna.
Es tío del exfutbolista Tiko.

## Clubes
| Club                | País   | Año       |
| ------------------- | ------ | --------- |
| CA Osasuna Promesas | España | 1976-1977 |
| CA Osasuna          | España | 1977-1987 |
| UD Salamanca        | España | 1987-1989 |